# Polysphalia cristigera
Polysphalia cristigera là một loài bướm đêm thuộc họ Geometridae. Chúng thường được tìm thấy ở New Guinea.